# Saitidops albopatellus
Saitidops albopatellus is een spinnensoort in de taxonomische indeling van de springspinnen (Salticidae).
Het dier behoort tot het geslacht Saitidops. De wetenschappelijke naam van de soort werd voor het eerst geldig gepubliceerd in 1950 door Elizabeth Bangs Bryant.